# Aloe jacksonii
Aloe jacksonii es una especie de planta suculenta perteneciente a la familia de los aloes. Es endémica del Cuerno de África en Somalia y Etiopía.

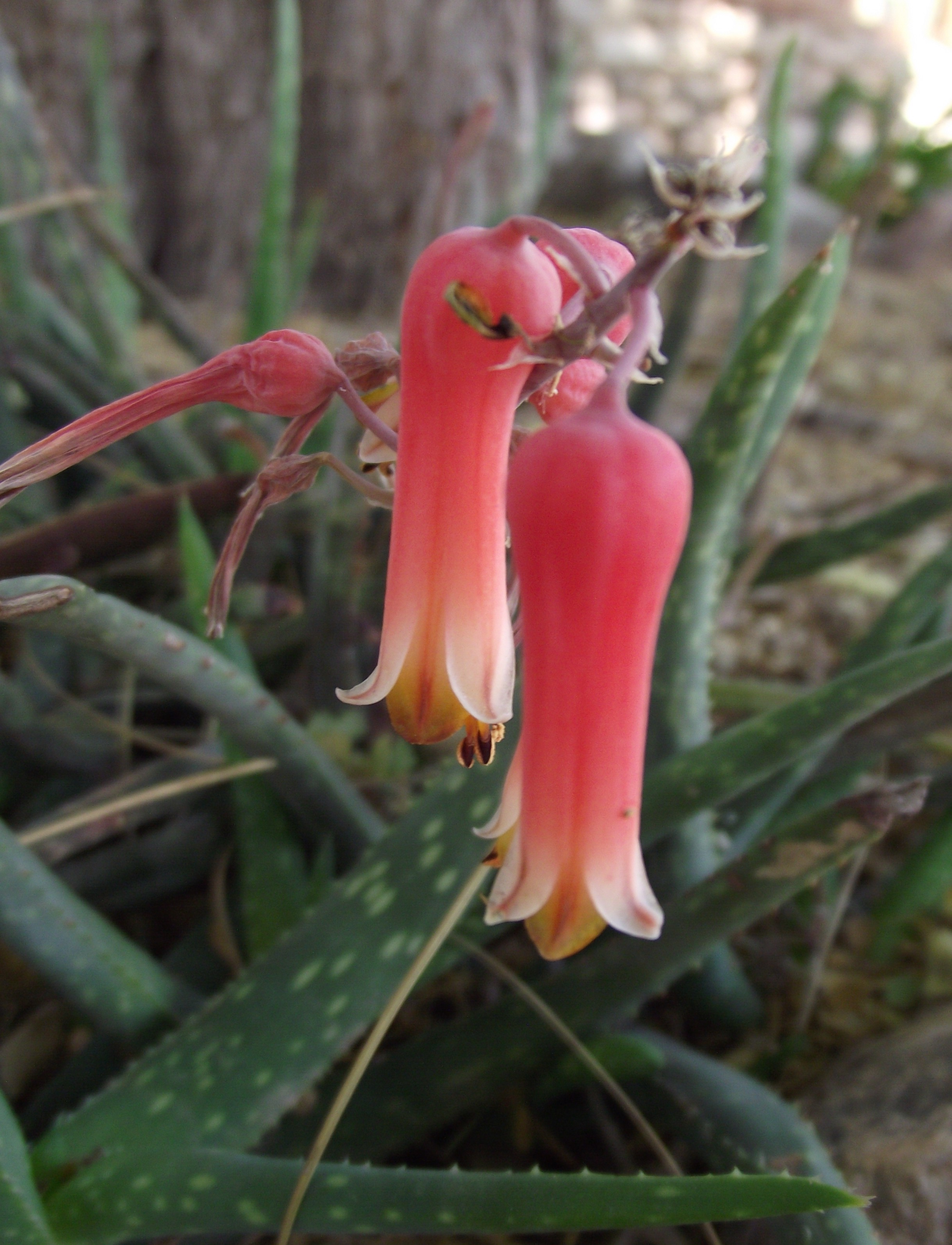
Detalle de las flores

## Taxonomía
Aloe jacksonii fue descrita por Gilbert Westacott Reynolds y publicado en S. African Bot. 21: 59, en el año 1955.
Etimología
Aloe: nombre genérico de origen muy incierto: podría ser derivado del griego άλς, άλός (als, alós), "sal" - dando άλόη, ης, ή (aloé, oés) que designaba tanto la planta como su jugo - debido a su sabor, que recuerda el agua del mar. De allí pasó al Latín ălŏē, ēs con la misma aceptación, y que, en sentido figurado, significaba también "amargo". Se ha propuesto también un origen árabe, alloeh, que significa "la sustancia amarga brillante"; pero es más probablemente de origen complejo a través del hébreo: ahal (אהל), frecuentemente citado en textos bíblicos.
jacksonii: epíteto otorgado en honor de T. H. E. Jackson, destinado en Etiopía que recogió la especie tipo.